# 捷克國家銀行
捷克國家銀行（捷克語：Česká Národní Banka）是捷克的中央銀行，總部位於布拉格。主要任務是監督物價安定。捷克國家銀行是捷克克朗的發行單位。

## 外部連結
- （捷克文） （英文） [永久]
- （英文） 銀行大樓介紹